# 케와 푸에블로
오랫동안 산토 도밍고 푸에블로(Santo Domingo Pueblo)라는 이름을 사용했으나 최근에 와서 공식 이름을 케와 푸에블로(Kewa Pueblo)로 바꾸었다. 미국 뉴멕시코주 앨버커키에서 약 40마일 북쪽에 있는 푸에블로이다. 산타페에서는 남쪽으로 25마일 떨어진 곳이다. 이곳 원주민이 사용하는 언어는 케리산어(Keresan Language) 인데 이 언어를 사용하는 프에블로로는 가까운 이웃에 있는 코치티 푸에블로를 위시하여 산 펠립페, 지아, 산타아나, 아코마, 라구나 푸에블로등이 있다. 8월4일에 열리는 피스트데이(Feast Day )라고 부르는 축제날은 성 도미니코(스페인어로는 산토 도밍고)(Santo Domingo)와 수호성인을 기리는행사로 1,000여명의 주민이 참여하는 콘 댄스(Corn Dance) 대축제로 인디언 춤을 보기위해 많은 관광객이 모이는 날이다. 가까운 거리에 관광명소인 카샤카투웨 텐트록 내셔널모뉴먼트와 리오 그란데 강물을 막아 만든 코치티 댐(Cochiti Dam)과 코치티 호수가 있다.

## 인구
| 인구조사              | 인구  | Note | %± |
| --------------------- | ----- | ---- | -- |
| 2020년                | 2,311 |      | —  |
| U.S. Decennial Census |       |      |    |

## 찾아가는 길
푸에블로의 위치는 앨버커키와 산타페 사이 중간 지점으로 볼 수 있다. 앨버커키에서 갈 경우라면 I-25를 타고 북으로 약 30마일 가다가 산토도밍고와 코치티 호수(Santo Domingo/Cochiti Lake)로 나가는 Exit 259로 나온 후 좌회전하여 22번 도로 서북쪽으로 약4마일 가서 88번 길로 바꾸어 약 1마일 서남쪽으로 가면 푸에블로마을로 들어서게 된다. 산타페에서 내려 올 경우에는 I-25를 타고 남쪽으로 약 25마일 내려와서 Santo Domingo Exit 259로 나온 후 우회전하여 22번 도로로 약4마일 가서 88번 길로 들어가면 된다.